# ريتشارد مارفن
ريتشارد مارفن (بالإنجليزية: Richard Marvin)‏ هو ملحن أمريكي، ولد في القرن العشرين.

## وصلات خارجية
- الموقع الرسمي
- ريتشارد مارفن على موقع IMDb (الإنجليزية)
- ريتشارد مارفن على موقع ميوزك برينز (الإنجليزية)
- ريتشارد مارفن على موقع أول ميوزيك (الإنجليزية)
- ريتشارد مارفن على موقع ديسكوغز (الإنجليزية)
- ريتشارد مارفن على موقع قاعدة بيانات الفيلم (الإنجليزية)